# Marian Jurečka
Marian Jurečka (* 15. března 1981 Přerov) je český politik, v letech 2014 až 2017 ministr zemědělství v Sobotkově vládě; od prosince 2021 místopředseda vlády ČR a ministr práce a sociálních věcí ve vládě Fialově. Od prosince 2021 do ledna 2022 byl pověřeným ministrem zemědělství, od listopadu 2022 do března 2023 pak ministrem životního prostředí. V letech 2010 až 2019 byl místopředsedou a v letech 2020 až 2024 předsedou KDU-ČSL.
Od října 2013 je poslancem Poslanecké sněmovny. V letech 2012–2015 a 2016–2022 byl zastupitelem Olomouckého kraje.

## Život
Vystudoval Střední zemědělskou školu v Přerově a následně obor rostlinolékařství (se specializací na ochranu rostlin) na Mendelově univerzitě v Brně. Od roku 2002 se živí jako soukromý zemědělec na rodinném statku v Rokytnici na Přerovsku. Mezi lety 2005 a 2010 navíc působil jako vedoucí distribučního střediska agrochemie ve společnosti Lukrom, s.r.o. Je ženatý a má pět synů.

## Politické působení
V roce 1999 vstoupil do KDU-ČSL. Několikrát neúspěšně kandidoval v krajských (2008) i komunálních volbách (2006 a 2010). V listopadu 2010 byl zvolen řadovým místopředsedou KDU-ČSL a po rezignaci Petra Šilara pak byl v prosinci 2011 zvolen 1. místopředsedou KDU-ČSL.
V říjnu 2012 byl Marian Jurečka zvolen zastupitelem Olomouckého kraje, když v krajských volbách vedl v Olomouckém kraji společnou kandidátku KDU-ČSL a Strany zelených pod názvem Koalice pro Olomoucký kraj společně se starosty (celé uskupení obsadilo s 11,0 % hlasů třetí místo a získalo 8 křesel); na mandát kvůli časové vytíženosti na konci března 2015 rezignoval.

### Volební období 2013–2017
Na sjezdu v Olomouci v červnu 2013 funkci prvního místopředsedy KDU-ČSL obhájil, když získal od delegátů 183 hlasů.
Ve sněmovních volbách v roce 2013 kandidoval v Olomouckém kraji jako lídr KDU-ČSL a byl zvolen mezi 14 poslanců strany. Poté, co byl předseda strany Pavel Bělobrádek zvolen místopředsedou Poslanecké sněmovny, nahradil jej Jurečka od 3. prosince do 14. února 2014 ve funkci předsedy Poslaneckého klubu KDU-ČSL; předtím zastával post místopředsedy klubu.
V lednu 2014 se stal kandidátem KDU-ČSL na post ministra zemědělství ve vládě Bohuslava Sobotky. Dne 29. ledna 2014 byl do této funkce jmenován. Vzhledem ke svému členství ve vládě rezignoval na začátku února 2014 na post předsedy Poslaneckého klubu KDU-ČSL; ve funkci jej vystřídal Jiří Mihola. Během jeho působení na ministerstvu byl schválen zákon o biopalivech, který prodlužuje daňové úlevy pro biopaliva.
V komunálních volbách roku 2014 byl zvolen zastupitelem obce Rokytnice na Přerovsku. Na kandidátce KDU-ČSL byl původně na posledním místě, ale vlivem preferenčních hlasů skončil šestý (strana získala právě 6 mandátů). Hned po volbách se však mandátu vzdal.
V květnu 2015 byl na sjezdu ve Zlíně zvolen již po třetí 1. místopředsedou KDU-ČSL; dostal 148 z 278 hlasů (tj. 53 %), téměř 100 hlasů bylo neplatných. Porazil tak Miroslava Rovenského (získal 33 hlasů).
V krajských volbách v roce 2016 byl z pozice člena KDU-ČSL zvolen zastupitelem Olomouckého kraje, když kandidoval za subjekt „Koalice pro Olomoucký kraj společně se starosty“ (tj. KDU-ČSL a SZ). Na kandidátce byl původně na posledním 55. místě, ale vlivem preferenčních hlasů se posunul na 4. místo.

### Volební období 2017–2021
Na sjezdu KDU-ČSL 27. května 2017 zvítězil ve volbě 1. místopředsedy nad šéfem brněnských lidovců Jiřím Miholou poměrem 65,5 % ku 34,5 % hlasů. Ve sněmovních volbách v roce 2017 byl lídrem KDU-ČSL v Olomouckém kraji. Získal 5 889 preferenčních hlasů a obhájil tak mandát poslance. Ve funkci ministra zemědělství setrval do 13. prosince 2017, kdy byl novým ministrem jmenován Jiří Milek.
Rovněž celé volební období uplatňoval pozici poslance.
Na konci listopadu 2018 oznámil, že na sjezdu KDU-ČSL v březnu 2019 bude kandidovat na post předsedy strany. Ve druhém kole volby jej však porazil Marek Výborný poměrem hlasů 256 : 124; následně se rozhodl, že do předsednictva strany již kandidovat nebude.
V lednu 2020 se však rozhodl, že se bude opět ucházet o post předsedy strany na dalším sjezdu, jelikož dosavadní předseda Marek Výborný z rodinných důvodů rezignoval. Hlavními protikandidáty mu byli předseda poslaneckého klubu strany Jan Bartošek a europoslanec Tomáš Zdechovský, který se ale kandidatury na sjezdu vzdal a naopak přímo na sjezdu přijal kandidaturu Jan Horníček, zastupitel města Rychnov nad Kněžnou. Na mimořádném sjezdu z 25. ledna 2020, byl Jurečka zvolený předsedou strany, když získal 205 hlasů z 357 platných.
Stal se pravidelným hostem TV Noe. V krajských volbách v roce 2020 byl lídrem subjektu „Spojenci – Koalice pro Olomoucký kraj“. Kandidátku tvořili KDU-ČSL, TOP 09, Zelení a hnutí ProOlomouc. Podařilo se mu obhájit post krajského zastupitele. V červnu až září 2021 byl členem Vyšetřovací komise k ekologické katastrofě na řece Bečvě. Na konci ledna 2022 na post krajského zastupitele rezignoval, jelikož se stal ministrem práce a sociálních věcí.

### Volební období 2021–2025
Ve sněmovních volbách v roce 2021 byl z pozice člena KDU-ČSL lídrem kandidátky koalice SPOLU (tj. ODS, KDU-ČSL a TOP 09) v Olomouckém kraji a byl do třetího volebního období zvolen poslancem.
Nedlouho po volbách se objevily spekulace, že by v chystané vládě Petra Fialy mohl získat post ministra průmyslu a obchodu, zemědělství, obrany, či vicepremiéra budoucí vlády. Sám Jurečka prohlásil, že KDU-ČSL by ráda získala některé ze zhruba pěti resortů – zemědělství, životní prostředí, průmysl, školství nebo sociální věci; dále připustil, že jeho návrat do čela ministerstva zemědělství dává asi tu největší logiku.
V listopadu 2021 se stal kandidátem KDU-ČSL na post místopředsedy vlády a ministra práce a sociálních věcí ve vznikající vládě Petra Fialy (tj. koalice SPOLU a koalice PirSTAN). Od 17. prosince 2021 je ministrem práce a sociálních věcí. Za jeho vedení úřadu došlo k masivnímu nasazení Úřadu práce v ekonomické pomoci při uprchlické krizi Ukrajinců do západní Evropy. V roce 2022 došlo k navýšení životního minima.
Stal se krátce také ministrem zemědělství, protože původní kandidát Zdeněk Nekula byl v době jmenování v izolaci kvůli nemoci COVID, tedy od 17. prosince 2021 do 3. ledna 2022.
Na sjezdu KDU-ČSL v dubnu 2022 obhájil pozici předsedy strany, když ve volbě neměl protikandidáta a získal 81 % hlasů delegátů (tedy 224 delegátů z celkového počtu 275 hlasujících).
V říjnu 2022 byl prezidentem republiky pověřen vedením Ministerstva životního prostředí, a to od 1. listopadu 2022. Po demisi Anny Hubáčkové měl být do funkce původně jmenován Petr Hladík; toho ale KDU-ČSL nakonec nenavrhla v souvislosti s kauzou brněnských bytů. Ve funkci by měl Jurečka setrvat pouze nezbytně nutnou dobu. Po navrhnutí Petr Hladíka na konci prosince 2022 do funkce jej prezident Miloš Zeman odmítl v lednu 2023 jmenovat a Jurečka tak ve funkci setrval. Funkci opustil v březnu 2023, když Hladíka jmenoval nový prezident Petr Pavel.
Za jeho působení v čele KDU-ČSL se podle některých průzkumů její volební preference propadly i na 2 %. Od 1. října 2024 jej prezident Petr Pavel dočasně pověřil řízením Ministerstva pro místní rozvoj, když o den dříve odvolal z funkce ministra pro místní rozvoj dosluhujícího předsedu Pirátů Ivana Bartoše. Ve funkci setrval jeden týden, než jej 8. října 2024 nahradil hejtman Karlovarského kraje Petr Kulhánek.
Ve volbách do Poslanecké sněmovny PČR v roce 2025 je z pozice člena KDU-ČSL lídrem koalice SPOLU (tj. ODS, KDU-ČSL a TOP 09) v Olomouckém kraji.

#### Výzvy k rezignaci
Jurečka několikrát čelil výzvám ke své rezignaci na post ministra práce a sociálních věcí. V listopadu 2023 se bývalý disident Karel Soukup kvůli nízkému důchodu obrátil na Českou správu sociálního zabezpečení. Tam mu ale bylo řečeno, že o důchod musí zažádat v Austrálii, kam nuceně emigroval; Soukup ale z Austrálie žádnou penzi nikdy nedostal. Tento případ aktivizoval knihovníka a bývalého disidenta Jiřího Gruntoráda, který s Johnem Bokem začal před budovou MPSV držet protestní hladovku proti nízkým penzím disidentů a za odstoupení Mariána Jurečky. Dne 26. listopadu se dohodli na kompromisu, Gruntorád však několikrát zopakoval, že by Jurečka měl rezignovat.
V lednu 2024 čelil výzvám k rezignaci poté, co se účastnil večírku na Ministerstvu práce a sociálních věcí během střelby na Filozofické fakultě Univerzity Karlovy. Ačkoliv měl jako člen Bezpečnostní rady státu informace v reálném čase, večírek neukončil a pokračoval v něm, později tvrdil, že nesledoval telefon a o situaci se dozvěděl až v 18:26; dle svědků však lhal. I přesto se po zasedání Bezpečnostní rady státu na večírek vrátil. Jurečka možnost rezignace připustil, s tím, že počká na vyjádření celostátního výboru strany dne 9. ledna 2024; celostátní předsednictvo KDU-ČSL udrželo předsedu Mariana Jurečku v čele strany a na pozici ministra práce a sociálních věcí. O věci bylo hlasováno tajně; z 30 členů předsednictva hlasovalo pro 25 členů.
V lednu 2024 se řada straníků nespokojila s tímto rozhodnutím celostátního předsednictva KDU-ČSL; volají po urychleném svolání mimořádného sjezdu (termín jeho konání stanoví celostátní konference, plánovaná na konec měsíce), kde by Jurečka skládal účty – v situaci, kdy se lidovecké preference pohybují mezi dvěma a třemi procenty a dochází ke ztrátě identity.
Na konci ledna 2024 pak lidovci na celostátní konferenci podpořili Mariana Jurečku, aby zůstal jejich předsedou i v čele resortu ministerstva práce a sociálních věcí. Marian Jurečka posléze uvedl, že pokud lidová strana v průzkumech nedosáhne nad pět procent, ve volbách do europarlamentu strana nezíská dva očekávané mandáty a v senátních volbách dvě místa, na post předsedy už kandidovat nebude.
V říjnu 2024 uvedl, že na funkci předsedy strany bude na sjezdu konaném téhož měsíce kandidovat, ačkoliv podmínky, které si v lednu téhož roku sám stanovil, splněny nebyly, a lidovecká strana nebyla schopna všechny své mandáty obhájit. Na sjezdu strany jej poté ve volbě předsedy strany porazil stranický kolega Marek Výborný, který jej tak ve funkci nahradil.